# كيم نج (ممثلة)
كيم نج (بالصينية: 鍾琴؛ بالإنجليزية: Kym Ng) هي مقدمة تلفزيونية وممثلة سنغافورية، ولدت في 1 يوليو 1974 في سنغافورة.

## وصلات خارجية
- كيم نج (ممثلة) على موقع IMDb (الإنجليزية)
- كيم نج (ممثلة) على موقع قاعدة بيانات الفيلم (الإنجليزية)